# WrestleMania XXVII
WrestleMania XXVII was een professioneel worstel-pay-per-viewevenement, dat georganiseerd werd door World Wrestling Entertainment (WWE). Dit evenement was de 27ste editie van WrestleMania en vond plaats in het Georgia Dome in Atlanta (Georgia) op 3 april 2011.

## Wedstrijden
| Nr.                                                                          | Match | Winnaar(s)                                      |
| ---------------------------------------------------------------------------- | --- | ----------------------------------------------- |
| -                                                                            | Sheamus (c) vs. Daniel Bryan in een lumberjack match voor het WWE United States Championship                                             | Geen1                                           |
| -                                                                            | Dark Over-the-Top-Rope WrestleMania Battle Royal                                                                                         | The Great Khali                                 |
| 1                                                                            | Edge (c) vs. Alberto Del Rio in een een-op-eenmatch voor het WWE World Heavyweight Championship                                          | Edge (c)                                        |
| 2                                                                            | Cody Rhodes vs. Rey Mysterio in een een-op-eenmatch                                                                                      | Cody Rhodes                                     |
| 3                                                                            | The Corre vs. Santino Marella, Kofi Kingston2, Big Show & Kane in een 8-man Tag team match                                               | Santino Marella, Kofi Kingston, Big Show & Kane |
| 4                                                                            | Randy Orton vs. CM Punk in een een-op-eenmatch                                                                                           | Randy Orton                                     |
| 5                                                                            | Michael Cole (met Jack Swagger) vs. Jerry "The King" Lawler in een een-op-eenmatch met Stone Cold Steve Austin als special guest referee | Michael Cole; diskwalificatie Jerry Lawler      |
| 6                                                                            | The Undertaker vs. Triple H in een No Holds Barred match                                                                                 | The Undertaker                                  |
| 7                                                                            | John Morrison & Trish Stratus & Nicole "Snooki" Polizzi vs. Dolph Ziggler & LayCool in een 6-mixed tag team match                        | John Morrison, Trish Stratus & Snookie          |
| 8                                                                            | The Miz (c) vs. John Cena in een een-op-eenmatch voor het WWE Championship                                                               | The Miz (c)                                     |
| (c) huidige kampioen voor en na de match \| (nc) nieuwe kampioen na de match | |                                                 |

1 Er was geen winnaar, Sheamus bleef kampioen en Theodore Long organiseerde vervolgens een Battle royal

2 Kofi Kingston verving Vladimir Kozlov die geblesseerd geraakte tijdens een house show door de leden van The Corre

## Trivia
- Dit was het laatste evenement waar Edge optrad als worstelaar tot 2020. Hij keerde op 26 januari 2020 verrassend en spectaculair terug, bij de Royal Rumble.[1]